# Camilla (mitológia)

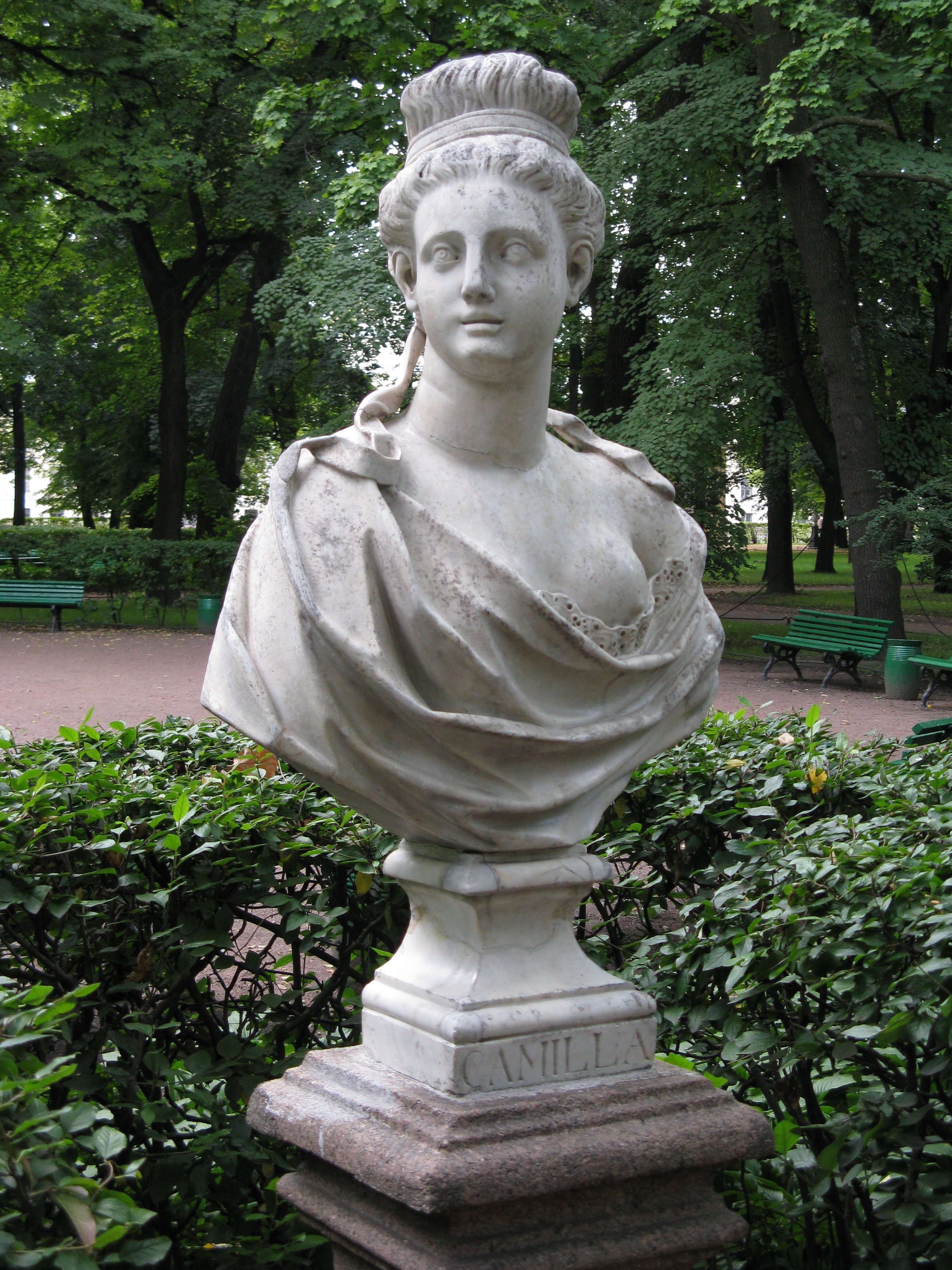
Camilla 19. századi elképzelt portréja szentpétervári nyárikertben

Camilla római mitológiai alak. Harcias volscus királylány, Metabus és Casmilla leánya volt Vergilius Aeneis című műve szerint. csecsemőkorában ellenségei elől menekülő apja magával vitte a vadonba, ahol megtanította az íj és a lándzsa használatára. Camilla Dianának szentelte magát, ám elvesztette az istennő kegyeit, amikor apja hadainak élén Turnus megsegítésére harcba vonult. Hiába hajtott végre számos hőstettet, terített le trójai harcosokat, egy végzet vezérelte nyíl végül megölte. Camilla alakjában Vergilius a görög amazónkirálynő, Pentheszileia latin megfelelőjét teremtette meg, igen sok eredeti vonással. Egyik kései irodalmi leszármazottja Torquato Tasso Megszabadított Jeruzsálem című művében Clorinda alakja.